# فهرست آثار ملی شهرستان ترکمن
شهرستان ترکمن یکی از شهرستان‌های استان گلستان است. بندر ترکمن مرکز این شهرستان است و این شهر در زمان رضاشاه پهلوی در سال ۱۳۰۶ خورشیدی بنیان‌گذاری شد و ازین رو تا پیش از انقلاب «بندر شاه» نامیده می‌شد.

## آثار ثبت‌شده
| ردیف | نام اثر                | نگاره          | دیرینگی                        | موقعیت                                                                              | شمارهٔ ثبت | تاریخ ثبت  | منبع  |
| ---- | ---------------------- | -------------- | ------------------------------ | ----------------------------------------------------------------------------------- | --------- | ---------- | ----- |
| ۱    | شاه‌تپه (گرگان)         | بارگذاری تصویر | پیش از تاریخ                   | ۱۶ کیلومتری شرق شهرستان بندر ترکمن، روسنای اسلام تپه                                | ۳۷۶۷      | ۱۳۸۰/۰۲/۱۸ | [ ۲ ] |
| ۲    | تپه گوکچه              |                | پیش از تاریخ                   | شهرستان ترکمن، بخش گمیشان، شمال شرق روستای توماچلر و شمال روستای سقرتپه             | ۵۴۳۲      | ۱۳۸۰/۱۲/۲۵ |       |
| ۳    | آلتین‌تپه               |                | تاریخی ـ اسلامی                | شهرستان ترکمن، بخش گمیشان، دهستان جعفربای شرقی، روستای آلتین تخماق                  | ۵۴۳۳      | ۱۳۸۰/۱۲/۲۵ |       |
| ۴    | تپه لطیف خوجه          |                | تاریخی                         | شهرستان ترکمن، بخش گمیشان، ۳ کیلومتری روستای توماچلر                                | ۸۷۹۹      | ۱۳۸۲/۰۳/۱۰ |       |
| ۵    | کوره سو تپه            |                | اسلامی                         | شهرستان ترکمن، بخش گمیشان، ۵ کیلومتری شرق گمیشان                                    | ۸۸۶۵      | ۱۳۸۲/۰۳/۱۰ |       |
| ۶    | پامق تپه               |                | اسلامی                         | شهرستان ترکمن، بخش گمیشان، دو کیلومتری شمال غرب روستای گامیشلی نزار (مزار)          | ۸۸۶۶      | ۱۳۸۲/۰۳/۱۰ |       |
| ۷    | خرگوش‌تپه               |                | هزاره یک ق‌م                    | شهرستان ترکمن، بخش گمیشان، ۱/۵ کیلومتری جنوب غرب روستای گامیشلی نزار (مزار)         | ۸۸۶۷      | ۱۳۸۲/۰۳/۱۰ |       |
| ۸    | تپه آل‌هاشم             |                | تاریخی ـ اسلامی                | شهرستان ترکمن، بخش گمیشان، یک کیلومتری غرب روستای یاخ سین تپه                       | ۸۸۶۸      | ۱۳۸۲/۰۳/۱۰ |       |
| ۹    | بوراق تپه              |                | اسلامی                         | شهرستان ترکمن، بخش گمیشان، ۳ کیلومتری شرق روستای سقرتپه                             | ۸۸۶۹      | ۱۳۸۲/۰۳/۱۰ |       |
| ۱۰   | تپه گلیجه              |                | تاریخی                         | شهرستان ترکمن، بخش گمیشان، ۴ کیلومتری شرق روستای قلعه حاجی گلدی                     | ۸۸۷۰      | ۱۳۸۲/۰۳/۱۰ |       |
| ۱۱   | تپه گری                |                | تاریخی                         | شهرستان ترکمن، بخش وشمگیر، ۳ کیلومتری شمال روستای قرنجیک قربان آخوند                | ۸۸۷۱      | ۱۳۸۲/۰۳/۱۰ |       |
| ۱۲   | تپه قوشه جه            |                | تاریخی                         | شهرستان ترکمن، بخش گمیشان، ۵ کیلومتری شرق روستای کتوک                               | ۸۸۷۲      | ۱۳۸۲/۰۳/۱۰ |       |
| ۱۳   | تپه سقرتپه             |                | اسلامی                         | شهرستان ترکمن، بخش گمیشان، دو کیلومتری جنوب روستای سقرتپه                           | ۸۸۷۳      | ۱۳۸۲/۰۳/۱۰ |       |
| ۱۴   | یلقن تپه               |                | اسلامی                         | شهرستان ترکمن، بخش گمیشان، جاده آق قلا، ۱/۵ کیلومتری جنوب روستای کریم ایشان         | ۸۸۷۴      | ۱۳۸۲/۰۳/۱۰ |       |
| ۱۵   | تپه قرن یارق           |                | تاریخی                         | شهرستان ترکمن، بخش گمیشان، شمال روستای سقر تپه                                      | ۸۸۷۵      | ۱۳۸۲/۰۳/۱۰ |       |
| ۱۶   | یاخ سین تپه            |                | پیش از تاریخ ـ تاریخی ـ اسلامی | شهرستان ترکمن، بخش گمیشان روستای یاخ سین تپه                                        | ۸۸۷۶      | ۱۳۸۲/۰۳/۱۰ |       |
| ۱۷   | شاه تپه کوچک           |                | تاریخی                         | شهرستان ترکمن، بخش گمیشان، یک کیلومتری شمال روستای اسلام تپه                        | ۸۸۷۷      | ۱۳۸۲/۰۳/۱۰ |       |
| ۱۸   | قومولجه تپه            |                | پیش از تاریخ ـ تاریخی          | شهرستان ترکمن، بخش گمیشان، دهستان جعفر بای جنوبی، جنوب روستای گامیشلی مزار (نزار)   | ۸۸۷۸      | ۱۳۸۲/۰۳/۱۰ |       |
| ۱۹   | تخماق تپه              |                | تاریخی ـ اسلامی                | شهرستان ترکمن، بخش گمیشان، دو کیلومتری شمال روستای آلتین تخماق                      | ۸۸۷۹      | ۱۳۸۲/۰۳/۱۰ |       |
| ۲۰   | قاشقال تپه             |                | تاریخی                         | شهرستان ترکمن، بخش گمیشان، ۳ کیلومتری جنوب شرق روستای سقرتپه                        | ۸۸۸۰      | ۱۳۸۲/۰۳/۱۰ |       |
| ۲۱   | تپه قلیچ خوجه          |                | عصر آهن                        | شهرستان ترکمن، بخش گمیشان، دهستان جعفربای شرقی، ۷۰۰ متری شمال روستای سقر تپه        | ۸۸۸۱      | ۱۳۸۲/۰۳/۱۰ |       |
| ۲۲   | تپه قارقی              |                | تاریخی                         | شهرستان ترکمن، بخش گمیشان، دهستان جعفر بای شرقی، شمال غرب روستای قارقی              | ۹۳۴۱      | ۱۳۸۲/۰۵/۰۷ |       |
| ۲۳   | تپه خوجه قوشچی         |                | تاریخی                         | شهرستان ترکمن، بخش گمیشان، ۱/۵ کیلومتری شمال روستای بصیر آباد                       | ۹۳۴۲      | ۱۳۸۲/۰۵/۰۷ |       |
| ۲۴   | قره‌تپه                 |                | پیش از تاریخ ـ تاریخی          | شهرستان ترکمن، بخش مرکزی، دهستان جعفر بای جنوبی، شرق روستای قره‌تپه                  | ۹۳۴۳      | ۱۳۸۲/۰۵/۰۷ |       |
| ۲۵   | سولی تپه               |                | تاریخی                         | شهرستان ترکمن، بخش گمیشان، دهستان جعفر بای شرقی، شمال روستای قارقی                  | ۹۳۴۴      | ۱۳۸۲/۰۵/۰۷ |       |
| ۲۶   | امامزاده آق امام       |                | صفویه                          | شهرستان ترکمن، بخش مرکزی، دهستان جعفربای جنوبی، ۱/۵ کیلومتری شرق روستای قره قاشلی   | ۱۱۳۰۴     | ۱۳۸۳/۱۱/۱۰ |       |
| ۲۷   | پل داش کفری            |                | صفویه                          | شهرستان ترکمن، بخش مرکزی، دهستان جعفربای جنوبی، ۱/۵ کیلومتری جنوب روستای قره قاشلی  | ۱۱۳۰۵     | ۱۳۸۳/۱۱/۱۰ |       |
| ۲۸   | محوطه پائین کیله       |                | تاریخی ـ اسلامی                | شهرستان ترکمن، بخش مرکزی، دهستان جعفربای جنوبی، دو کیلومتری جنوب روستای قره قاشلی   | ۱۱۳۰۶     | ۱۳۸۳/۱۱/۱۰ |       |
| ۲۹   | گورستان قدیمی آق امام  |                | اسلامی                         | شهرستان ترکمن، بخش مرکزی، دهستان جعفربای جنوبی، ۱/۵ کیلومتری شرق روستای قره قاشلی   | ۱۱۳۰۷     | ۱۳۸۳/۱۱/۱۰ |       |
| ۳۰   | قلعه تاریخی آشوراده    |                | اوایل قاجار                    | شهرستان ترکمن، بخش مرکزی، دهستان جعفربای جنوبی، جزیره آشوراده                       | ۱۱۳۰۸     | ۱۳۸۳/۱۱/۱۰ |       |
| ۳۱   | خانه کتوکی             |                | پهلوی                          | شهر گمیش تپه، حاشیه خ جمهوری اسلامی                                                 | ۱۵۰۴۲     | ۱۳۸۴/۱۲/۲۴ |       |
| ۳۲   | خانه دولو              |                | پهلوی                          | شهر گمیش تپه، معبرفرعی حاشیه جنوبی میدان شهرداری                                    | ۱۵۰۴۳     | ۱۳۸۴/۱۲/۲۴ |       |
| ۳۳   | خانه شیر محمدی         |                | اواخر قاجاریه ـ اوایل پهلوی    | شهرگمیش تپه، حاشیه خ شهید یوسف مرگنی، پ۵۲                                           | ۱۵۰۴۶     | ۱۳۸۴/۱۲/۲۴ |       |
| ۳۴   | خانه عابدی کر          |                | قاجاریه                        | شهرگمیش تپه، میدان شهرداری، خ قدس                                                   | ۱۵۰۴۷     | ۱۳۸۴/۱۲/۲۴ |       |
| ۳۵   | خانه جعفر خوزینی       |                | اواخر قاجاریه ـ اوایل پهلوی    | شهر گمیش تپه، میدان شهرداری، خ قدس، حاشیه جنوبی رودخانه گمیشان، پ ۸۱                | ۱۵۰۴۹     | ۱۳۸۴/۱۲/۲۴ |       |
| ۳۶   | خانه مصطفییی (شهرداری) |                | پهلوی                          | شهرستان ترکمن، بخش گمیشان، شهر گمیش تپه، خیابان عبدی جان آخوند، اولین فرعی، سمت چپ  | ۲۳۰۰۹     | ۱۳۸۷/۰۳/۰۷ |       |
| ۳۷   | خانه سید محمدی         |                | پهلوی                          | شهر گمیش تپه، خیابان قدس، جنوب رودخانه گمیشان، خانه مهمیانی                         | ۲۴۴۶۷     | ۱۳۸۷/۱۰/۱۶ |       |
| ۳۸   | خانه مهمیانی           |                | اواخر قاجاریه                  | شهر گمیش تپه، خیابان پاسداران                                                       | ۲۴۴۶۸     | ۱۳۸۷/۱۰/۱۶ |       |
| ۳۹   | خانه طالبی             |                | قاجاریه                        | شهرستان ترکمن، بخش گمیشان، شهر گمیشان، خیابان قدس، خانه طالبی                       | ۲۴۴۶۹     | ۱۳۸۷/۱۰/۱۶ |       |
| ۴۰   | خانه ضیایی و سعدی نژاد |                | پهلوی                          | شهر گمیش تپه، خیابان محتومقلی                                                       | ۲۴۴۷۰     | ۱۳۸۷/۱۰/۱۶ |       |
| ۴۱   | خانه خالد آتا جانی     |                | پهلوی                          | شهرستان ترکمن، بخش گمیشان، شهر گمیش تپه، خیابان قدس                                 | ۲۴۴۷۱     | ۱۳۸۷/۱۰/۱۶ |       |
| ۴۲   | خانه گوکلانی           |                | پهلوی                          | شهرستان ترکمن، بخش گمیشان، شهر گمیش تپه، خیابان عبدی جان آخوند، اولین فرعی سمت راست | ۲۴۴۷۲     | ۱۳۸۷/۱۰/۱۶ |       |
| ۴۳   | خانه حاجی محمد خوزینی  |                | قاجاریه                        | شهرستان ترکمن، بخش گمیشان، شهر گمیش تپه، خیابان پاسداران                            | ۲۴۴۷۳     | ۱۳۸۷/۱۰/۱۶ |       |
| ۴۴   | خانه عراز محمد خوزینی  |                | قاجاریه                        | شهرستان ترکمن، بخش گمیشان، شهر گمیشان، خیابان حجو آخوند طلایی                       | ۲۴۴۷۴     | ۱۳۸۷/۱۰/۱۶ |       |